# Гръм и трясък
Гръм и Трясък (на английски: Smash Lab) е телевизионно шоу на програма Discovery Channel, показано за първи път в ефира на 26 декември 2007 г. Програмната идея на предаването е да се вземат „ежедневни технологии“, които да се тестват по екстремен начин.

## Участници
В шоуто участват Даян Бел (учен), Чък Мейсер (механик), Ник Блеър (дизайнер, участва само в първи сезон), Кевин Кук (творчески експерт, участва само в първи сезон), Ревъренд Гаджет (техник, участва от 2-ри сезон) и Натаниел Тейлър (техник, участва от 2-ри сезон).
Мейсър има степен по индустриален инженеринг, както и е завършил степен по промишлен дизайн.
Тони Хърст е водещ на предаването (глас зад кадър).